# WDR55
WDR55 (англ. WD repeat domain 55) – білок, який кодується однойменним геном, розташованим у людей на 5-й хромосомі. Довжина поліпептидного ланцюга білка становить 383 амінокислот, а молекулярна маса — 42 070.
| 10         |  | 20         |  | 30         |  | 40         |  | 50         |
| ---------- |  | ---------- |  | ---------- |  | ---------- |  | ---------- |
| MDRTCEERPA |  | EDGSDEEDPD |  | SMEAPTRIRD |  | TPEDIVLEAP |  | ASGLAFHPAR |
| DLLAAGDVDG |  | DVFVFSYSCQ |  | EGETKELWSS |  | GHHLKACRAV |  | AFSEDGQKLI |
| TVSKDKAIHV |  | LDVEQGQLER |  | RVSKAHGAPI |  | NSLLLVDENV |  | LATGDDTGGI |
| CLWDQRKEGP |  | LMDMRQHEEY |  | IADMALDPAK |  | KLLLTASGDG |  | CLGIFNIKRR |
| RFELLSEPQS |  | GDLTSVTLMK |  | WGKKVACGSS |  | EGTIYLFNWN |  | GFGATSDRFA |
| LRAESIDCMV |  | PVTESLLCTG |  | STDGVIRAVN |  | ILPNRVVGSV |  | GQHTGEPVEE |
| LALSHCGRFL |  | ASSGHDQRLK |  | FWDMAQLRAV |  | VVDDYRRRKK |  | KGGPLRALSS |
| KTWSTDDFFA |  | GLREEGEDSM |  | AQEEKEETGD |  | DSD        |  |            |

A: Аланін

C: Цистеїн

D: Аспарагінова кислота

E: Глутамінова кислота

F: Фенілаланін

G: Гліцин

H: Гістидин

I: Ізолейцин

K: Лізин

L: Лейцин

M: Метіонін

N: Аспарагін

P: Пролін

Q: Глутамін

R: Аргінін

S: Серин

T: Треонін

V: Валін

W: Триптофан

Кодований геном білок за функцією належить до фосфопротеїнів. 
Задіяний у таких біологічних процесах, як процесинг рРНК, альтернативний сплайсинг. 
Локалізований у цитоплазмі, ядрі.